# Govern d'Alliberament (Luxemburg)
El Govern d'Alliberació es va formar el 23 de novembre de 1944, quan el govern a l'exili va arribar a Luxemburg des de Londres i es va sentir obligat a incloure membres de la Unio'n (Fraiheetsorgansatiounen), grup de la Resistència luxemburguesa que havia mantingut l'orde des de l'alliberació per les tropes dels Estats Units el 10 de setembre de 1944.
El 23 de febrer de 1945 Robert Als i l'ajudant de camp de la Gran Duquessa Carlota, Guillaume Konsbruck es van afegir, així com en 21 d'abril 1945 Nicolas Margue.
Un dels problemes era que de 55 diputats que n'hi havia abans de la guerra, només en van quedar 25. La resta havia estat assassinada, o era a camps de concentració o se sospitava la seva col·laboració amb els nazis. El govern només volia organitzar noves eleccions a la Cambra de Diputats quan la guerra va acabar i la gent havia tornat de les deportacions. Per tant, va prendre decisions segons les lleis de 1938 i 1939, que donava augment de poders en temps de crisi. Això va provocar fortes crítiques, per la qual cosa el govern va establir una Assemblea Consultiva, que a part dels diputats restants també incloïa membres de la resistència.
El 21 d'octubre 1945 es van organitzar les primeres eleccions des de l'alliberació, que va proporcionar el Govern de la Unió Nacional el 14 de novembre.

## Composició

### Des del 23 de novembre de 1944 fins al 21 d'abril de 1945
- Pierre Dupong: Ministre d'Estat, Cap de Govern, Ministre d'Hisenda i l'Exèrcit
- Joseph Bech: Ministre de Relacions Exteriors, Ministre de Viticultura
- Pierre Krier: Ministre de Treball i Seguretat Social
- Victor Bodson: Ministre de Justícia i Transports
- Pierre Frieden: Ministre d'Escoles, Cultura, les Arts i les Ciències 
  - A partir de 23 de febrer 1945 també:
- Robert Als: Ministre de l'Interior
- Guillaume Konsbruck: Ministre d'Agricultura, Comerç, Indústria, Professions i Aprovisionament

### Del 21 d'abril de 1945 fins al 14 de novembre de 1945
- Pierre Dupong: Ministre d'Estat, Cap de Govern, el Ministre d'Hisenda i l'Exèrcit
- Joseph Bech: Ministre de Relacions Exteriors, Ministre de Viticultura
- Pierre Krier (LSAP): Ministre de Treball i Seguretat Social
- Nicolas Margue (CSV): Ministre d'Agricultura
- Victor Bodson: Ministre de Justícia i Transports
- Pierre Frieden: Ministre d'Escoles, Cultura, les Arts i les Ciències
- Robert Als: Ministre de l'Interior
- Guillaume Konsbruck: Ministre de Subministrament i Economia